# Изложба „Цртеж и мала пластика” (1988)
Изложба „Цртеж и мала пластика” се одржала у периоду од 2. до 14. августа 1988. године у Уметничком павиљону „Цвијета Зузорић” у Београду.

## Уметнички савет
Избор радова за изложбу је обавио Уметнички савет Удружења ликовних уметника Србије:
- Милун Видић
- Бранко Миљуш
- Бранимир Минић
- Рајко Сикимић
- Исак Аслани
- Вјера Дамјановић
- Јаков Ђуричић

## Излагачи

### Цртежи
1. Нада Алавања
2. Лидија Атанасијевић
3. Бошко Атанацковић
4. Мирослав Бабић
5. Зоран Белић
6. Татајана Баруновић
7. Сава Букинац
8. Слободан Видовић
9. Звонимир Властић
10. Никола Вукосављевић
11. Предраг Вукићевић
12. Матија Вучићевић
13. Милош Голубовић
14. Звонко Грмек
15. Александар Димитријевић
16. Милица Динић
17. Драгомир Ђекић
18. Зоран Ђорђевић
19. Стојанка Ђорђић
20. Јордан Ерчевић
21. Владимир Јанковић
22. Љиљана Јарић
23. Вук Јевремовић
24. Жикица Јовановић
25. Драгана Јовић
26. Маријана Каралић
27. Божидар Кићевић
28. Славенка Ковачевић
29. Снежана Којић
30. Милинко Коковић
31. Татијана Коневски Јевтовић
32. Анета Краљић
33. Мирјана Крстевска Марић
34. Братислав Крстић
35. Радмила Лазаревић
36. Драгана Маговчевић Митрић
37. Снежана Маринковић
38. Весна Марковић
39. Јелена Марковић
40. Весна Мартиновић
41. Милан Мартиновић
42. Даница Масниковић
43. Велимир Матејић
44. Миодраг Млађовић
45. Зоран Насковски
46. Весна Недовић Павићевић
47. Љубица Николић
48. Драгица Павловић
49. Мишко Павловић
50. Илија Пандуровић
51. Саша Панчић
52. Драган Перић
53. Гордана Петровић
54. Драган Пешић
55. Мице Попчев
56. Ставрос Попчев
57. Милан Радовановић
58. Перо Рајковић
59. Саша Рајовић
60. Кемал Рамујкић
61. Сања Рељић
62. Радовин Ристовић
63. Слободан Роксандић
64. Драгана Станаћев
65. Милан Сташевић
66. Весна Солдатовић
67. Милан Томић
68. Јасна Тополски
69. Лепосава Туфегџић
70. Драгиша Ћосић
71. Владимир Ћурчин
72. Радован Хиршл
73. Катарина Шабан
74. Биљана Шево

### Мала пластика
1. Миливоје Богосављевић
2. Радомир Бранисављевић
3. Јасминка Бранковић
4. Венија Вучинић Турински
5. Маријана Гвозденовић
6. Савица Дамјановић
7. Гордана Каљаловић
8. Љубиша Манчић
9. Милан Р. Марковић
10. Владан Мартиновић
11. Предраг Милачић
12. Вукашин Миловић
13. Лепа Милошевић Сибиновић
14. Бранислав Мистовић
15. Марија Младеновић
16. Мице Попчев
17. Балша Рајчевић
18. Славољуб Радојчић
19. Миодраг Ристић
20. Мирослав Савков
21. Небојша Савовић
22. Станко Стојановић
23. Милорад Ступовски
24. Душан Суботић
25. Милан Тодоровић
26. Сава Халугин
27. Власта Филиповић
28. Славиша Чековић
29. Ђорђе Чпајак